# Brigit Forsyth
Brigit Forsyth (28 de julho de 1940 — 1º de dezembro de 2023), foi uma atriz escocesa, mais conhecida por seus papéis como Thelma Ferris na comédia Whatever Happened to the Likely Lads? da BBC, e Helen Yeldham, no drama Boon da ITV. De 2013 a 2019, Forsyth apareceu na comédia da BBC Still Open All Hours.

## Vida pregressa
Forsyth nasceu em Edimburgo, Escócia. Após deixar a Escola St. George's para Meninas em Edimburgo, Forsyth estagiou como secretária antes de se matricular na Academia Real de Artes Dramáticas (Royal Academy of Dramatic Art), em Londres, onde ganhou o prêmio Emile Littler.

## Carreira
A carreira de Forsyth começou com The Night Digger (O Escavador Noturno — 1971), de Roald Dahl, no papel de uma enfermeira interiorana. Seu trabalho no cinema também incluiu uma versão de The Likely Lads (1976) como Thelma Ferris.
Forsyth tocou violoncelo desde os nove anos de idade, mas abandonou o instrumento quando foi para a escola de teatro; sua habilidade foi aproveitada quando, em 2004, ela foi escalada para o papel principal em Cello and the Nightingale (O Cello e o Rouxinol), uma peça sobre a violoncelista internacionalmente conhecida Beatrice Harrison que estreou no Teatro Real de York e em Killing Time (2019), um filme de pequena escala no qual ela foi quem tocou o instrumento e escreveu a trilha.
O trabalho televisivo mais conhecido de Forsyth foi Whatever Happened to the Likely Lads? como Thelma Chambers / Thelma Ferris (1972–74)  Ela também figurou em The Glamour Girls (1980-82) como Veronica Haslett; Tom, Dick and Harriet (1983) como Harriet Maddison, The Practice, como Dr.ª Judith Vincent (1986), Sharon and Elsie, como Elsie Beecroft (1984–85), Playing the Field (BBC1, 1998), como Francine Pratt, e em Boon (ITV, 1989), como Helen Yeldham. Ela estrelou vários outros programas de televisão, como The Bill, Doctor Who, Agatha Christie's Poirot (O Poirot de Agatha Christie) e Coronation Street.
Em 2002, Forsyth foi tema do This Is Your Life quando foi surpreendida por Michael Aspel na sede da BBC. Forsyth apareceu no especial de Natal de 2013 de Still Open All Hours e, em 26 de dezembro de 2014, retornou para uma série completa, como Madge, irmã da personagem Mavis, de Maggie Ollerenshaw.
Em 2013, Forsyth atuou como a Sr.ª Jennings na adaptação de Helen Edmundson para a BBC Radio 4 de Razão e Sensibilidade de Jane Austen e como a personagem fixa de Pearl em Ed Reardon's Week.
Seu trabalho nos palcos incluiu Calendar Girls em 2008 e People in, de Alan Bennett. Atuou anteriormente numa produção de Single Spies da Radio 4, também de Bennett, onde interpretou o papel de Coral Browne. Em 2015, atuou em Now This is Not the End no Arcola Theatre em Londres.

## Vida pessoal e morte
Entre 1975 e 2006, Forsyth foi casada com o diretor de televisão Brian Mills.
Forsyth morreu em 1º de dezembro de 2023, aos 83 anos.